# 希爾伯特第十問題
希爾伯特的第十個問題，就是不定方程（又稱為丟番圖方程）的可解答性。這是希爾伯特於1900年在巴黎的國際數學家大會演說中，所提出的23個重要數學問題的第十題。
這個問題是問，對於任意多個未知數的整係數不定方程，要求給出一個可行的方法（verfahren），使得借助於它，通過有限次運算，可以判定該方程有無整數解。
這裡德文的方法（verfahren），就是英文所謂的演算法（algorithm）。對於演算法的概念我們是不陌生的，例如遠在古希臘時代，人們就知道可以使用輾轉相除法，求兩個自然數的最大公約數。還有，任給一個自然數，也存在著一個方法，在有限步驟內，可以判定這個數是不是質數。
雖然人們很早就有了演算法的樸素概念，但對於到底什麼是可行的計算，仍沒有精確的概念。一個問題的可解與不可解究竟是什麼含意，當時的人們還不得而知。然而為了研究第十問題，必須給予演算法精確化的觀念。這點還有賴於數理邏輯學對可計算性理論的發展，才得以實現。

## 基本觀念

### 不定方程
不定方程是指含任意數量變元的整係數多項式方程
{\displaystyle P(x_{1},x_{2},...,x_{k})=\sum _{0\leq i_{j}\leq n_{j}}a_{i_{1}i_{2}...i_{k}}x_{1}^{i_{1}}x_{2}^{i_{2}}...x_{k}^{i_{k}}=0}　　　　　{\displaystyle 1\leq j\leq k}
這裡{\displaystyle a_{i_{1}i_{2}...i_{k}}}都是正整數、負整數或零，而變元{\displaystyle x_{1},x_{2},...,x_{k}}的定義域是自然數或整數。若能找到整數{\displaystyle m_{1},m_{2},...,m_{k}}，使得
{\displaystyle P(m_{1},m_{2},...,m_{k})=0}
則稱此不定方程具有整數解。例如：
{\displaystyle P(x,y,z)=x^{2}+y^{2}-z^{2}}
則(3,4,5)、(5,12,13)等都是它的整數解。事實上可找出它所有的整數解：{\displaystyle a=k(m^{2}-n^{2}),b=2kmn,c=k(m^{2}+n^{2})}，其中{\displaystyle k,m,n\in \mathbb {N*} ,m>n}。這是著名的勾股定理或稱畢式定理。
著名的費馬最後定理，是說當{\displaystyle n>2}時，方程式
{\displaystyle P(x,y,z)=x^{n}+y^{n}-z^{n}=0}
沒有非零整數解。

### 丟番圖集
自然数，自然数对（或具有自然数的n-元组）的有丟番图定义的集合被称为丟番图集。丟番图定义可以由方程组或单个方程给出，因为方程组
{\displaystyle p_{1}=0,\ldots ,p_{k}=0\,}
等价于单个方程：
{\displaystyle p_{1}^{2}+\cdots +p_{k}^{2}=0.\,}
递归可枚举集可以被描述为一个集合，对其存在一种算法，对这个算法，当集合的一个成员被输入时最终会停机，但一个非成员被输入时会不确定的继续。是可计算性理论（亦即递归论）给出了算法可计算性的直觉符号的精确解释，因而使得递归可枚举性的符号具有完美的严格性。显然，丟番图集是递归可枚举的。因为可以排列所有可能的未知数的值的多元组为一个序列，然后对于一个给定的参数值，一个接一个的测试这些多元组，看他们是否是相应方程的解。希尔伯特第十问题的不可解性源于令人惊讶的事实──其逆命题成立：
每个递归可枚举集都是丟番图集。
这一结果即马季亚谢维奇定理（由他提供的完成证明的关键步骤）和MRDP定理（即尤里·马季亚谢维奇（Yuri Matiyasevich），朱莉娅·罗宾逊（Julia Robinson），马丁·戴维斯（Martin Davis）和希拉里·普特南（Hilary Putnam）各人姓氏的首字母缩写）。因为“存在一个递归可枚举集是不可计算的”，希尔伯特第十问题的不可解性是其直接后果。实际上，还有更多的结论：有一个多项式
{\displaystyle p(a,x_{1},\ldots ,x_{n})}
有整数系数使对于方程
{\displaystyle p(a,x_{1},\ldots ,x_{n})=0}
有自然数解的{\displaystyle a}的值的集合不可计算。因此，不仅没有一般的算法测试丟番图方程可解性，甚至也没有算法来测试单一参数家族的方程。

## 歷史發展
第十問題的解決是眾人集體的智慧結晶。其中美國數學家马丁·戴维斯（Martin Davis）、希拉里·普特南（Hilary Putnam）和朱莉娅·罗宾逊（Julia Robinson）做出了突出的貢獻。而最終的結果，是由俄國數學家尤里·马季亚谢维奇（Yuri Matiyasevich）於1970年所完成的。
| 年代      | 事件 |
| --------- | --- |
| 1944      | 埃米爾·萊昂·珀斯特首先猜測，對於第十問題，應尋求不可解的證明。 |
| 1949      | 马丁·戴维斯利用库尔特·哥德尔的方法，並應用中國餘數定理的編碼技巧，得到遞歸可枚舉集的戴維斯範式 {\displaystyle \{a\|\exists y\,\forall k\!_{\leq y}\,\exists x_{1},\ldots ,x_{n}[p(a,k,y,x_{1},\ldots ,x_{n})=0]\}} 其中{\displaystyle p}是不定方程。他注意到丟番圖集的補集並非丟番圖的。而遞歸可枚舉集對於補集運算也非封閉的，他因此猜測這兩個集合類是相同的。                                                                                     |
| 1950      | 朱莉娅·罗宾逊在未知戴维斯工作的情況下，試圖證明冪函數是丟番圖的 {\displaystyle z=y^{x}} 雖然並未成功，她發現如果存在這樣的丟番圖集{\displaystyle D=\{(a,b)\}}，使得 {\displaystyle (a,b)\in D\Rightarrow b<a^{a}} 而且 {\displaystyle \forall k>0\,\exists (a,b)\in D} 使得 {\displaystyle b>a^{k}} 在假設這樣丟番圖集存在（稱為J.R.）的情況下，她證明了冪函數是丟番圖的。並且如果冪函數是丟番圖的，那麼二項式係數、階乘以及質數集合都是丟番圖的。 |
| 1959      | 戴维斯與普特南共同研究了指數丟番圖集，也就是以丟番圖方程所定義的集合，但其中指數可以是未知數。使用戴維斯範式與罗宾逊的方法，並且利用數論中一個當時尚未證明的假設（註：已於2004年由班·格林和陶哲軒所證明）：存在任意有限長度全由質數所組成的算數級數，他們證明了每一個遞歸可枚舉集都是指數丟番圖的。因此若是J.R.成立，就可以將「指數」兩字拿掉，而得到每一個遞歸可枚舉集都是丟番圖的。因而第十問題是不可解的。                                      |
| 1960      | 罗宾逊證明了上述的數論假設是不必要的，並且大大簡化了證明。從而可知，只要能證明冪函數是丟番圖的，第十問題就可以解決。而關鍵又是尋找滿足J.R.假設的丟番圖集。 |
| 1961-1969 | 戴维斯與普特南提出數種可證明J.R.的假定。罗宾逊指出，若存在一個全由質數組成的無限丟番圖集，便可證明J.R. |
| 1970      | 尤里·马季亚谢维奇指出可由十個一次和二次的聯立不定方程組，定義偶角標的斐波那契函數： {\displaystyle b=F_{2a}} 其中{\displaystyle F_{n}}是第{\displaystyle n}個斐波那契數。也就是它是丟番圖的，並滿足J.R.假設。從而可構造出一個不定方程，它不是遞歸可解的。也就是不存在算法，可以計算該方程式的整數解。因此使得希爾伯特第十問題，得到最終否定的解答。                                                                                                |